# Harper's Bazaar
Harper's Bazaar és una revista de moda. Des del seu inici l'any 1867 com la primera revista de moda dels Estats Units, les pàgines de Harper's Bazaar han comptat amb importants col·laboradors com Carmel Snow, Carrie Donovan, Liz Tilberis i brillants fotògrafs com Man Ray, Richard Avedon, Inez Van Lamsweerde i Patrick Demarchelier.
Es publica a 18 països a part dels Estats Units: Austràlia, República Txeca, Grècia, Hong Kong, Indonèsia, Japó, Corea del Sud, Xile, Colòmbia, Mèxic, Veneçuela, Lituània, Singapur, Taiwan, Tailàndia, Turquia, Rússia i el Regne Unit.